# پاتلاکتا
پاتلاکتا (به اسپانیایی: Patallacta) یک کوه و محوطه باستانی در پرو است که در منطقه کوسکو واقع شده‌است.